# آبشار فیل
آبشار فیل (به لاتین: Elephant Waterfalls) یک آبشار در ویتنام است که در Lâm Hà واقع شده‌است.